# Понте Реджина Маргерита
Понте Реджина Маргерита или Мост королевы Маргариты (итал. Ponte Regina Margherita) — мост в Риме, соединяющий площадь Свободы в районе Прати и набережную Арнольда Брешианского в районе Кампо-Марцио.
Мост был построен в 1886—1891 гг. под руководством архитектора Анжело Весковали, который проектировал также мост Умберто I, и назван в честь Маргариты Савойской, первой королевы объединённой Италии. Закладка фундамента обошлась в 1 547 000 лир, а возведение моста — в 1,224 млн лир. Мост связал район Прати с Пьяцца дель Пополо и стал первой переправой через Тибр, построенной после перерыва в строительстве, длившегося несколько веков. Мост королевы Маргариты состоит из трёх арок и достигает 103 м в длину и около 21 м в ширину.

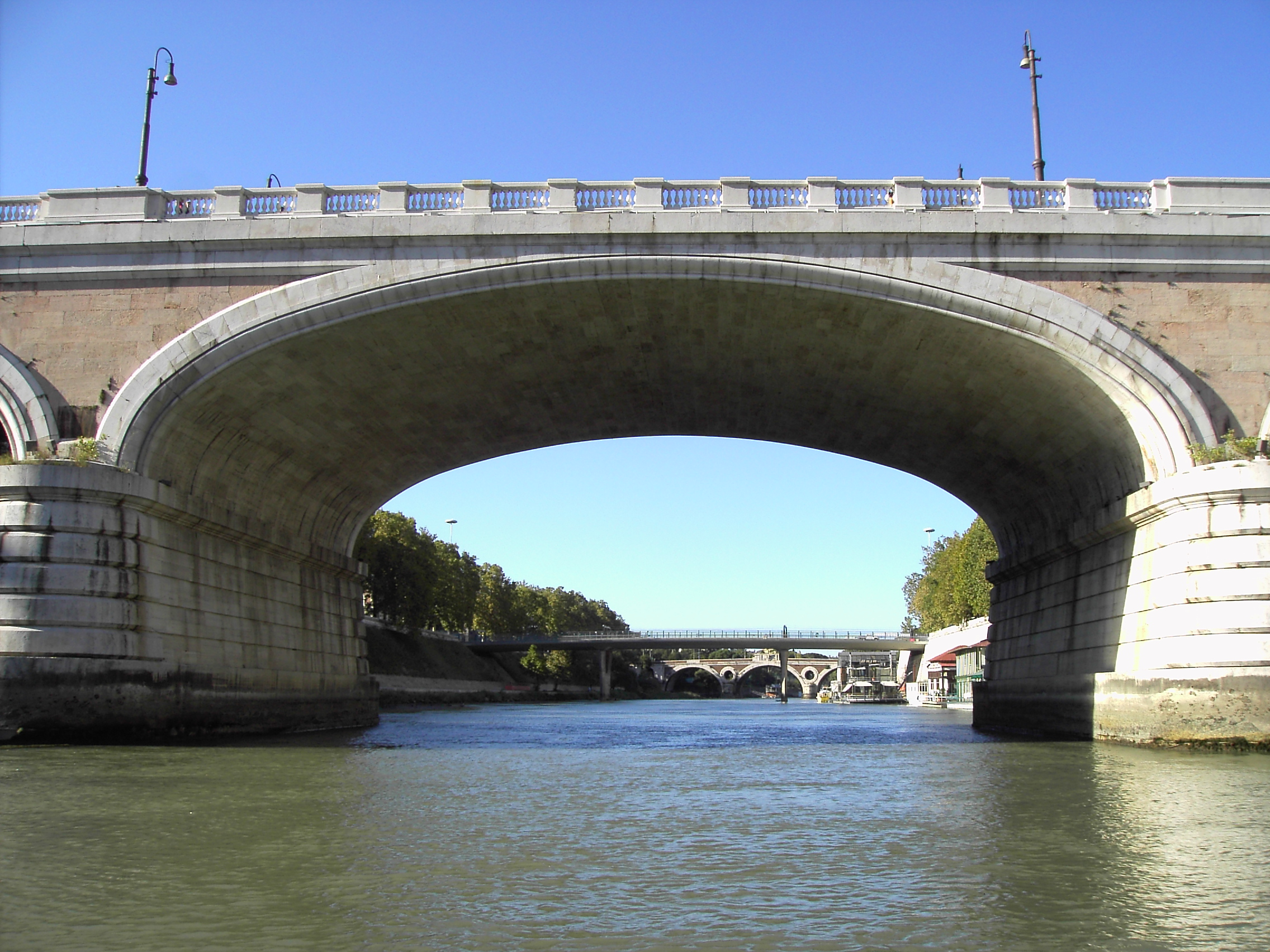
Центральная арка моста